# Peter Huber-Saffer
Peter Huber-Saffer (* 11. November 1980 in Wolfratshausen) ist ein ehemaliger deutscher Basketballspieler auf der Position des Innenspielers. Der 2,08 Meter große Center bestritt zwischen 2001 und 2005 69 Bundesliga-Spiele für die Telekom Baskets Bonn. Auf internationaler Ebene spielte er für die deutsche A2- und die Studentennationalmannschaft.

## Laufbahn
Huber-Saffer wuchs am Starnberger See auf, begann im Alter von 16 Jahren mit dem Basketball. Er spielte bei der DJK Waldram, beim TSV München-Ost und wechselte 1999 zum Zweitligisten Rhöndorf. Zwei Jahre später wurde er vom Bundesligaverein Telekom Baskets Bonn verpflichtet, für den er in den folgenden Jahren in der Basketball-Bundesliga und im Europapokal antrat.
2005 wechselte Huber-Saffer von Bonn zum Zweitligisten MTV Stuttgart und 2006 weiter zum USC Heidelberg, ebenfalls 2. Bundesliga. In den drei Jahren in Stuttgart beziehungsweise Heidelberg zählte er zu den besten deutschen Spielern der zweiten Liga.
2008 zog es ihn nach Norddeutschland. Er schloss sich dem Regionalligisten SC Rist Wedel an, fortan standen berufliche Dinge gegenüber dem Basketball im Vordergrund. Nichtsdestotrotz blieb Huber-Saffer basketballerisch erfolgreich, führte Wedel 2009 zum Meistertitel in der 1. Regionalliga Nord und zum Aufstieg in die 2. Bundesliga ProB. Vom Internetportal eurobasket.com wurde er im Anschluss an die Saison 2008/09 als Spieler des Jahres der Regionalliga Nord ausgezeichnet. Mit dem Wedeler Verein spielte Huber-Saffer bis Dezember 2012 in der ProB, ehe er in Sachen Basketball kürzertrat. Später war er noch unterklassig für den Hamburger Verein Blau-Weiß Ellas im Einsatz.

### Nationalmannschaft
Mit der deutschen Studentennationalmannschaft spielte sich Huber-Saffer bei der Universiade 2001 in Peking bis ins Halbfinale vor. Er gehörte auch zum Aufgebot der deutschen A2-Nationalmannschaft.